# Ulrich Schacht

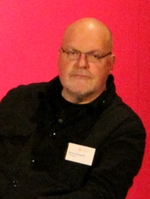
Ulrich Schacht, 2012

Ulrich Schacht (* 9. März 1951 in Stollberg/Erzgeb.; † 16. September 2018 in Förslöv, Schweden) war ein deutscher Schriftsteller und Journalist.

## Leben
Ulrich Schacht war der Sohn eines russischen Offiziers und einer Deutschen. Die Suche nach dem russischen Vater thematisierte er 2011 in Vereister Sommer. Auf der Suche nach meinem russischen Vater.
Ulrich Schacht wurde im März 1951 im Frauengefängnis Hoheneck, in dem die Mutter inhaftiert war, geboren. Im Sommer 1951 wurde er der Mutter weggenommen und zu Pflegeeltern in Wismar gegeben. Die Mutter wurde im Januar 1954 vorzeitig entlassen, und der Sohn kam wieder in ihre Obhut.
Nach Bäckerlehre und Sonderreifeprüfung studierte er von 1970 bis 1973 in Rostock und Erfurt evangelische Theologie.
Im Jahr 1973 wurde er in der DDR wegen „staatsfeindlicher Hetze“ zu sieben Jahren Haft verurteilt. 1976 wurde er von der Bundesrepublik Deutschland freigekauft und dorthin entlassen.
In den Jahren 1977 bis 1998 lebte er in Hamburg, wo er Politische Wissenschaften und Philosophie studierte.
Von 1984 bis 1998 arbeitete er als Feuilletonredakteur und Chefreporter für Kultur der Zeitungen Die Welt und Welt am Sonntag sowie als Autor diverser Periodika, darunter Süddeutsche Zeitung, Volksstimme, Donaukurier, Focus, Rheinischer Merkur, Die Zeit, Cicero, Merkur, Sinn und Form, Die Politische Meinung, liberal, Preußische Allgemeine Zeitung, Junge Freiheit und Tumult. Vierteljahresschrift für Konsensstörung.
Im Jahr 1994 war er zusammen mit Heimo Schwilk Herausgeber des Sammelbandes Die selbstbewusste Nation. Als Gastautor schrieb er für Die Achse des Guten.
Schacht war Mitglied in der Deutsch-Israelischen Gesellschaft, im Autorenkreis der Bundesrepublik, der Hamburger Autorenvereinigung und im P.E.N.-Club sowie stellvertretender Vorsitzender des Fördervereins Freunde der Vierteljahresschrift Tumult. Vierteljahresschrift für Konsensstörung.
In den Jahren 1991 bis 1995 initiierte er Künstlerexpeditionen in die Arktisregionen Norwegens und Russlands.
Schacht lebte zuletzt in Schweden, wo er im September 2018 im Alter von 67 Jahren an den Folgen eines Herzinfarktes starb.

## Politische Positionen
In den Jahren 1976 bis 1992 war Schacht Mitglied der SPD. Im Jahr 1997 kandidierte er auf der Liste des Bundes freier Bürger als Parteiloser für die Hamburger Bürgerschaft. Er war Mitgründer der 1987 auf der dänischen Ostseeinsel Falster gegründeten Evangelischen Bruderschaft St. Georgs-Orden, die er seitdem als Großkomtur leitete. Nach der Auswanderung nach Schweden sympathisierte er mit den Schwedendemokraten.
Schacht war unter anderem Referent für das Studienzentrum Weikersheim (2012), bei Konferenzen von Compact (2012/2013), bei der Bibliothek des Konservatismus (2016), der Konrad-Adenauer-Stiftung und dem Hamburger Autorenverein (2008) sowie der Gedenkbibliothek zu Ehren der Opfer des Kommunismus (1992–2017).
In Artikeln und Vorträgen kritisierte Schacht die 68er-Bewegung. Wegen seiner publizistischen Tätigkeiten stufen ihn Wissenschaftler und Journalisten als Vertreter der Neuen Rechten ein.
Im Jahr 1995 initiierte er mit anderen Publizisten den in der Frankfurter Allgemeine Zeitung veröffentlichten Appell 8. Mai 1945 – wider das Vergessen. Im Jahr 2001 unterzeichnete er den Appell für die Pressefreiheit der Wochenzeitung Junge Freiheit gegen deren Ausschluss von der Leipziger Buchmesse. Zudem unterzeichnete er als einer der Ersten die Gemeinsame Erklärung 2018.

## Einzeltitel

### Lyrik
- Traumgefahr. Neske Verlag, Pfullingen 1981.
- Scherbenspur. Ammann Verlag, Zürich 1983.
- Dänemark-Gedichte. Edition Toni Pongratz, Hauzenberg 1986.
- Lanzen im Eis. Deutsche Verlags-Anstalt, Stuttgart 1990.
- Die Treppe ins Meer: Schweden-Gedichte. Edition Pongratz, Hauzenberg 2003.
- Weißer Juli. Sechsunddreißig Gedichte und ein Essay. Edition Toni Pongratz, Hauzenberg 2006.
- Bell Island im Eismeer. Gedichte. Edition Rugerup, Berlin 2011, ISBN 978-3-942955-09-6.
- Zweiwas. Edition Toni Pongratz, Hauzenberg 2014.
- Platon denkt ein Gedicht. Edition Rugerup, Berlin 2015.
- Schnee fiel in meinen Schlaf. Edition Rugerup, Berlin 2021.

### Prosa
- Hohenecker Protokolle. Aussagen zur Geschichte der politischen Verfolgung von Frauen in der DDR. Ammann Verlag, Zürich 1984.
- Brandenburgische Konzerte. Sechs Erzählungen um einen Menschen. Deutsche Verlags-Anstalt, Stuttgart 1989.
- Verrat. Die Welt hat sich gedreht. Erzählungen. Transit Buchverlag, Berlin 2001, ISBN 3-88747-167-9.
- Bildnis eines venezianischen Mönchs. Eine Liebesgeschichte. Edition Toni Pongratz, Hauzenberg 2007.
- Vereister Sommer: Auf der Suche nach meinem russischen Vater. Aufbau-Verlag, Berlin 2011, ISBN 978-3-351-02729-2.
- Kleine Paradiese. Erzählungen. Edition Rugerup, Berlin 2013, ISBN 978-3-942955-37-9.
- Grimsey. Eine Novelle. Aufbau Verlag, Berlin 2015, ISBN 978-3-351-03618-8.
- Notre Dame. Roman. Aufbau Verlag, Berlin 2017, ISBN 978-3-351-03586-0.

### Essay (Auswahl)
- Gewissen ist Macht. Notwendige Reden, Essays, Kritiken zur Literatur und Politik in Deutschland. Piper Verlag, München 1992.
- Über Schnee und Geschichte. Notate 1983–2011. Matthes & Seitz, Berlin 2012, ISBN 978-3-88221-564-9.
- Für eine Berliner Republik. Streitschriften, Reden und Essays nach 1989. Mit Heimo Schwilk. Verlag Langen-Müller, München 1997.

## Herausgabe (Auswahl)
- Gott mehr gehorchen als den Menschen. Christliche Wurzeln, Zeitgeschichte und Gegenwart des Widerstands. Mit Martin Leiner, Hildigund Neubert und Thomas A. Seidel. Vandenhoeck & Ruprecht, Göttingen 2005.
- Die selbstbewußte Nation. Mit Heimo Schwilk. Ullstein Verlag, Berlin 1994 und 1996.

## Auszeichnungen
- 1981: Andreas Gryphius-Förderpreis
- 1982: Alexander-Zinn-Preis-Stipendium.
- 1982: Johannes-Gillhoff-Preis[32]
- 1990: Theodor-Wolff-Preis[33]
- 1992: Stipendium des Deutschen Literaturfonds Darmstadt
- 2001/02: Else-Heiliger-Stipendium[34]
- 2003: Stipendium des Sächsischen Staatsministeriums für Kunst und Wissenschaft
- 2007: Dresdner Stadtschreiber[35][36][37]
- 2010/11: Stipendium der Kulturstiftung des Freistaates Sachsen
- 2012: Kammweg-Literaturpreis des Kulturraums Erzgebirge-Mittelsachsen
- 2012: Calwer Hermann-Hesse-Stipendium
- 2013: Eichendorff-Literaturpreis
- 2016: Preis der LiteraTour Nord.[38]